# Opel Mokka
Opel Mokka – samochód osobowy typu crossover klasy subkompaktowej produkowany pod niemiecką marką Opel od 2012 roku. Od 2020 roku produkowana jest druga generacja modelu.

## Pierwsza generacja

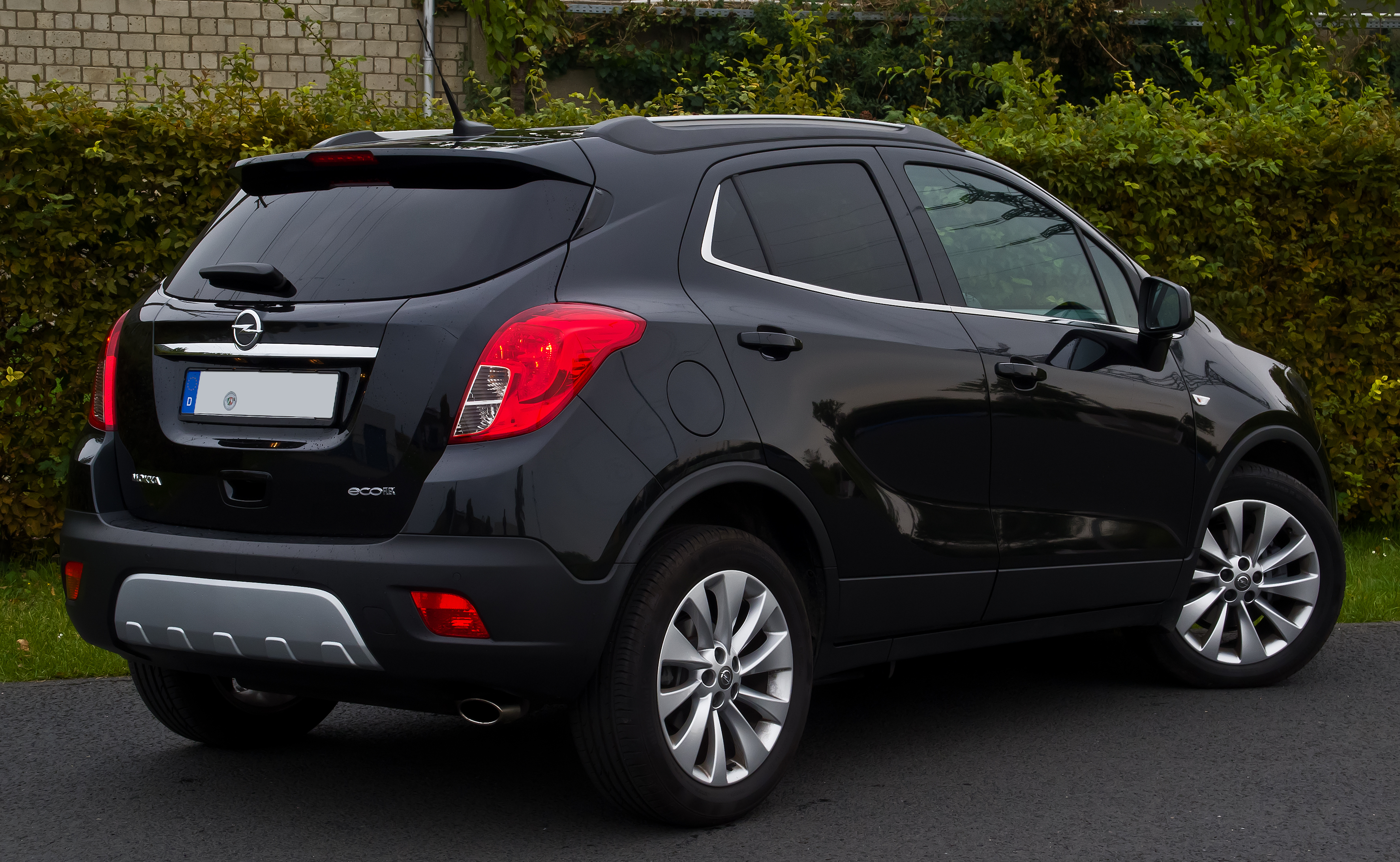
Opel Mokka I – tył

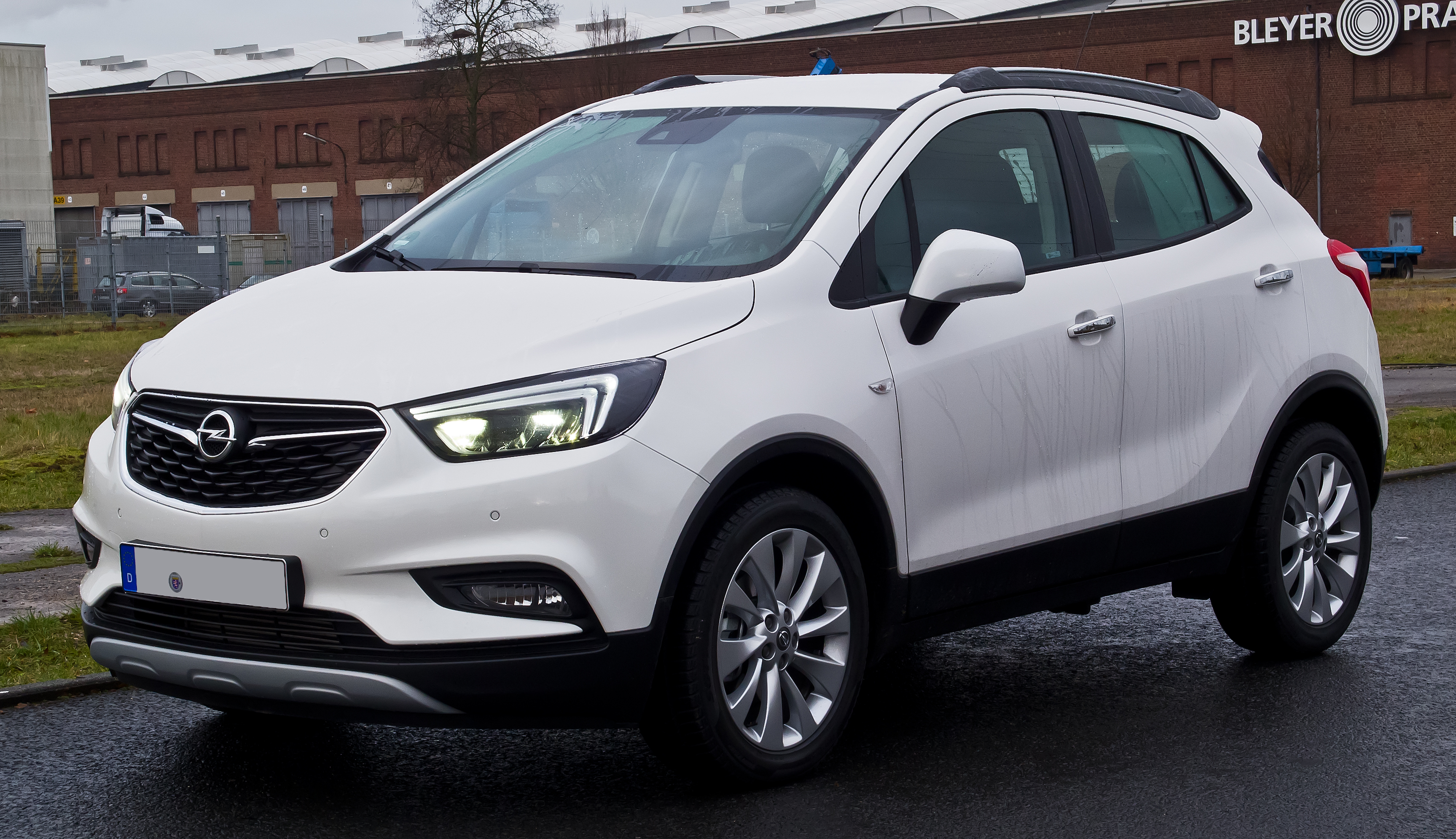
Opel Mokka X po liftingu

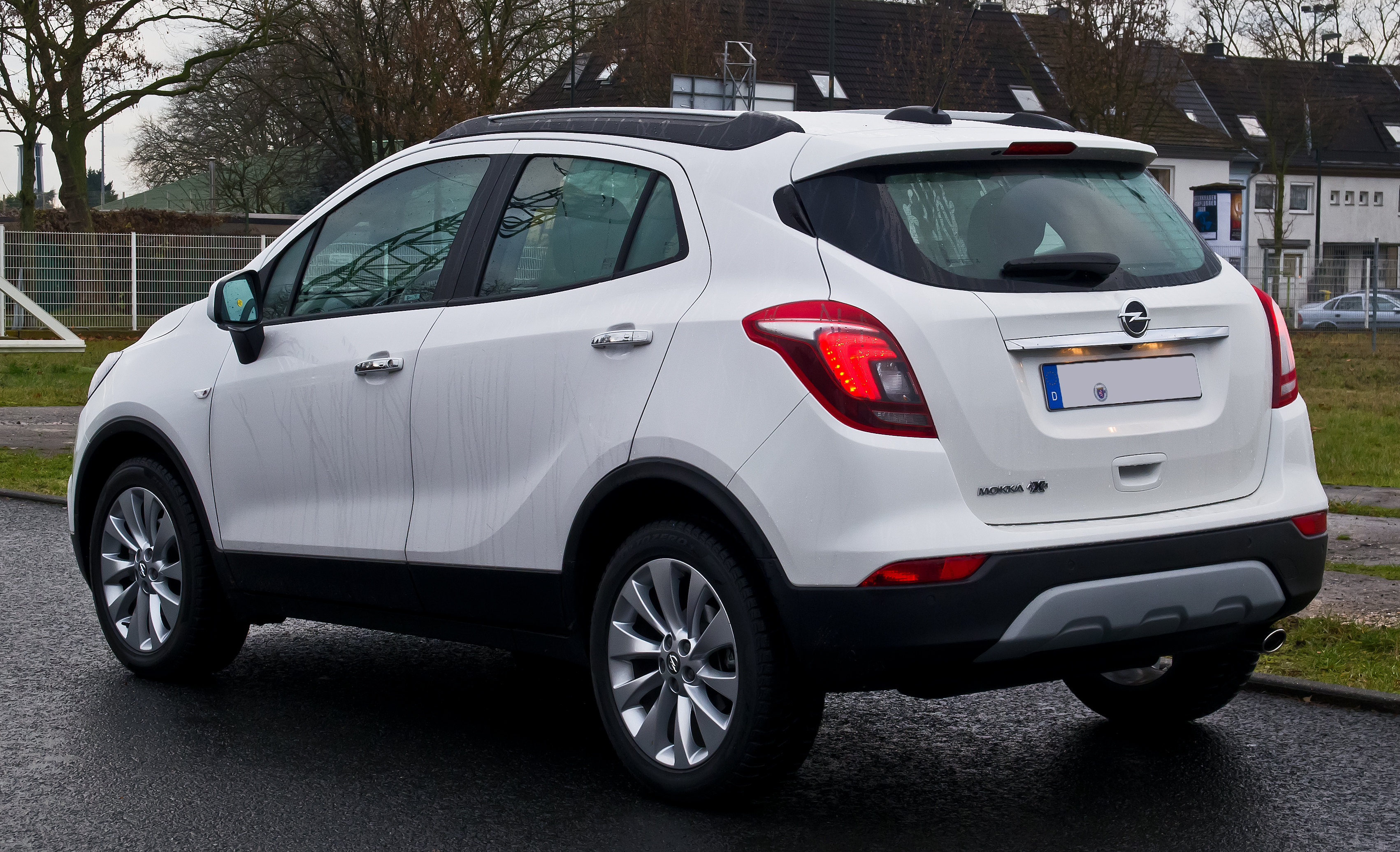
Opel Mokka X – tył po liftingu

Opel Mokka I został zaprezentowany po raz pierwszy w 2012 roku.
Oficjalny debiut Mokki odbył się podczas targów motoryzacyjnych w Genewie w 2012 roku. Niedługo po prezentacji rozpoczęła się produkcja najpierw w koreańskim zakładzie GM, a następnie w hiszpańskiej fabryce Opla w Saragossie. Samochód jest pierwszym miejskim crossoverem w gamie Opla, a także jednym z pierwszych przedstawicieli nowego segmentu miejskich crossoverów na europejskim rynku, którego popularność przypieczętowała premiera Nissana Juke'a. Początkowo samochód w palecie Opla pełnił rolę auta pozycjonowanego niżej od kompaktowego SUV-a Antary. Sprzedaż Mokki ruszyła pod koniec 2012 roku. Gama silników auta obejmuje trzy jednostki. Najsłabszy silnik benzynowy - 1.6 ma moc 115 KM/155 Nm, zaś najmocniejszy o pojemności 1.4 (turbo) dysponuje mocą rzędu 140 KM/200 Nm. Turbodiesel 1.7 ma 130 KM/300 Nm.
Mokka to samochód światowy. Na rynku amerykańskim oraz chińskim jest oferowana pod nazwą Buick Encore, a w Wielkiej Brytanii sprzedawana jest tradycyjnie pod marką Vauxhall. Bliźniakiem Mokki jest Chevrolet Trax, oferowany w latach 2012 - 2014 także na rynku europejskim. Samochód, początkowo wytwarzany w zakładach w Korei Południowej i Hiszpanii potem trafił na linie montażowe także w Chinach, w Rosji i na Białorusi.
Miejski model Opla okazał się sukcesem marketingowym. Od początku produkcji jesienią 2012 roku do lutego 2013 Opel zebrał na Mokkę 80 tysięcy zamówień, a w kwietniu już 100 tysięcy. W październiku 2014 roku popyt na miejskiego crossovera Opla osiągnął pułap 300 000 sztuk tylko na terenie Europy, a w styczniu 2016 roku wzrósł do granicy pół miliona zamówień.

### Lifting
W 2016 roku na salonie w Genewie przedstawiono Mokkę po gruntownej modernizacji, przy okazji której wzbogacono nazwę o człon X. Samochody Opla i Vauxhalla z takim zakończeniem w nazwie utworzyły nową rodzinę crossoverów, których istnienie zapoczątkowała właśnie zmodernizowana Mokka. Samochód po restylizacji otrzymał zupełnie nowy pas przedni z mniejszymi reflektorami i atrapą chłodnicy odpowiadającą najnowszemu językowi stylistycznemu marki.
Ponadto pojawiła się nowa deska rozdzielczą z nową konsolą centralną zdominowaną ekranem dotykowym estetyką nawiązująca do tej z piątej generacji Astry. Tylna partia nadwozia przeszła zmiany kosmetyczne - pojawiły inne wkłady tylnych świateł. Samochód po modernizacji trafił do sprzedaży na świecie w drugiej połowie 2016 roku. Mokka X to bardziej lifestyle'owa alternatywa w gamie Opla dla innego crossovera segmentu B - modelu Crossland X, który zadebiutował na marcowym Geneva Motor Show.
Choć drugie wcielenie Mokki zostało zaprezentowane w maju 2020 roku, to produkcja dotychczasowego modelu zakończyła się już rok przed jego premierą, w marcu 2019 roku.

### Wersje wyposażeniowe[5]
- Essentia
- Enjoy
- Elite

Standardowe wyposażenie podstawowej wersji Essentia obejmuje m.in. układ ABS z ESP, układ ruszania na pochyleniach HSA, 6 poduszek powietrznych, klimatyzacja manualna, radioodbiornik USB/AUX/Bluetooth z 6 głośnikami, tempomat, komputer pokładowy, centralny zamek z pilotem, alarm, elektrycznie regulowane szyby przednie, elektrycznie regulowane i podgrzewane lusterka, czujniki ciśnienia w oponach, dzieloną tylną kanapę, światła do jazdy dziennej LED, a także relingi dachowe.
Bogatsza wersja Enjoy dodatkowo wyposażona jest w m.in. elektrycznie regulowane szyby tylne, reflektory przeciwmgielne, 17-calowe felgi aluminiowe, oraz kierownicę obszytą skórą.
Topowa, usportowiona wersja Elite została ponadto wyposażona w m.in. automatyczną klimatyzację dwustrefową, system Opel OnStar, system multimedialny USB/AUX/Bluetooth i ekranem dotykowym 7-cali, czujniki parkowania przednie i tylne, 18-calowe felgi aluminiowe, czujnik deszczu, elektrycznie składane lusterka, automatyczne światła, a także przyciemniane szyby.

### Silniki
Benzynowe:
- 1.6 Ecotec 115 KM Start/Stop
- 1.4 Turbo 140 KM
- 1.4 Turbo 140 KM Start/Stop
- 1.4 Turbo 140 KM Start/Stop 4x4
- 1.4 Turbo 152 KM Start/Stop 4x4

LPG/Benzynowy:
- 1.4 Turbo 140 KM LPG

Wysokoprężne:
- 1.6 CDTI 110 KM Start/Stop
- 1.6 CDTI 136 KM
- 1.6 CDTI 136 KM Start/Stop
- 1.6 CDTI 136 KM Start/Stop 4x4

## Druga generacja

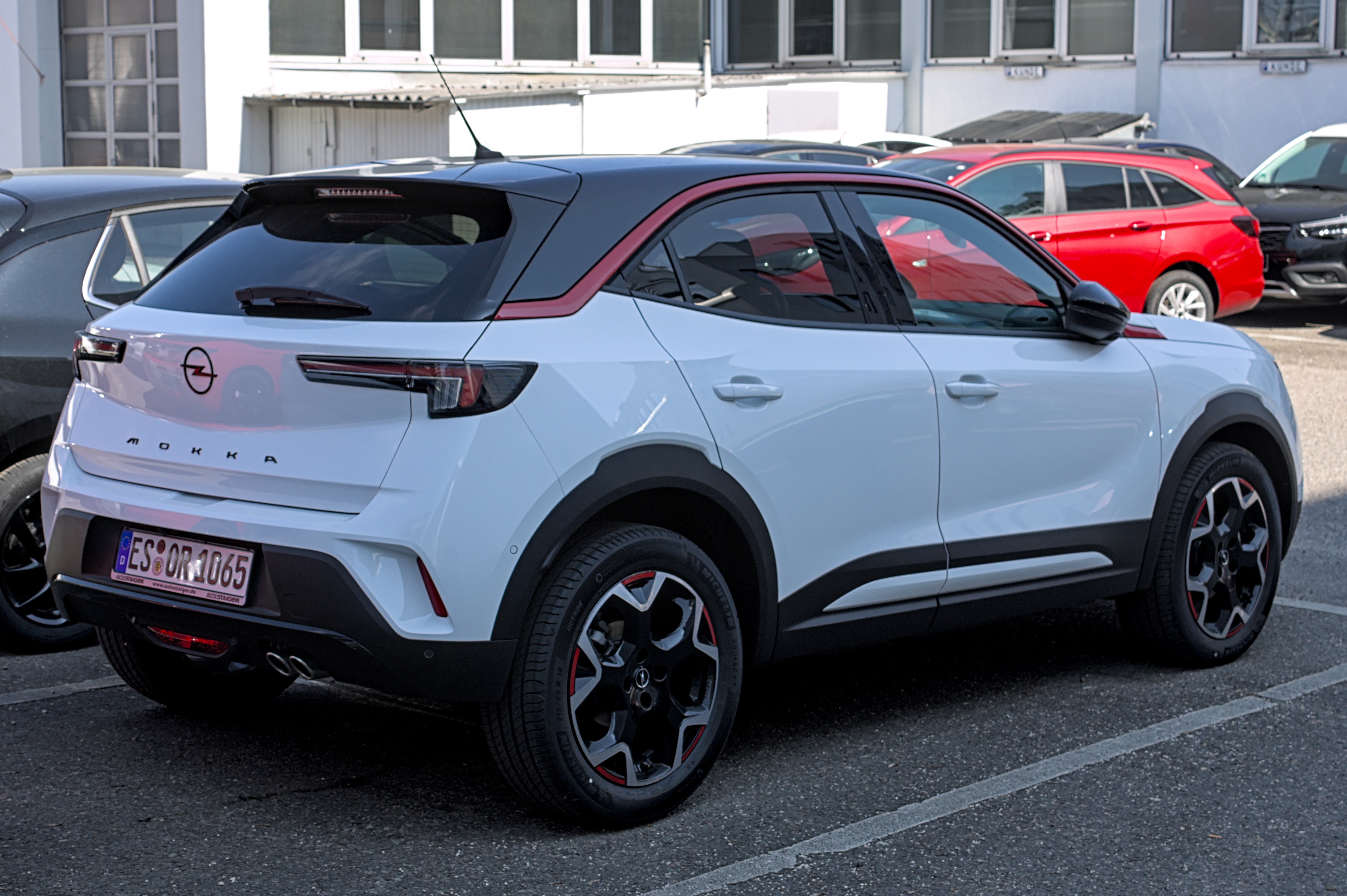
Opel Mokka B - tył

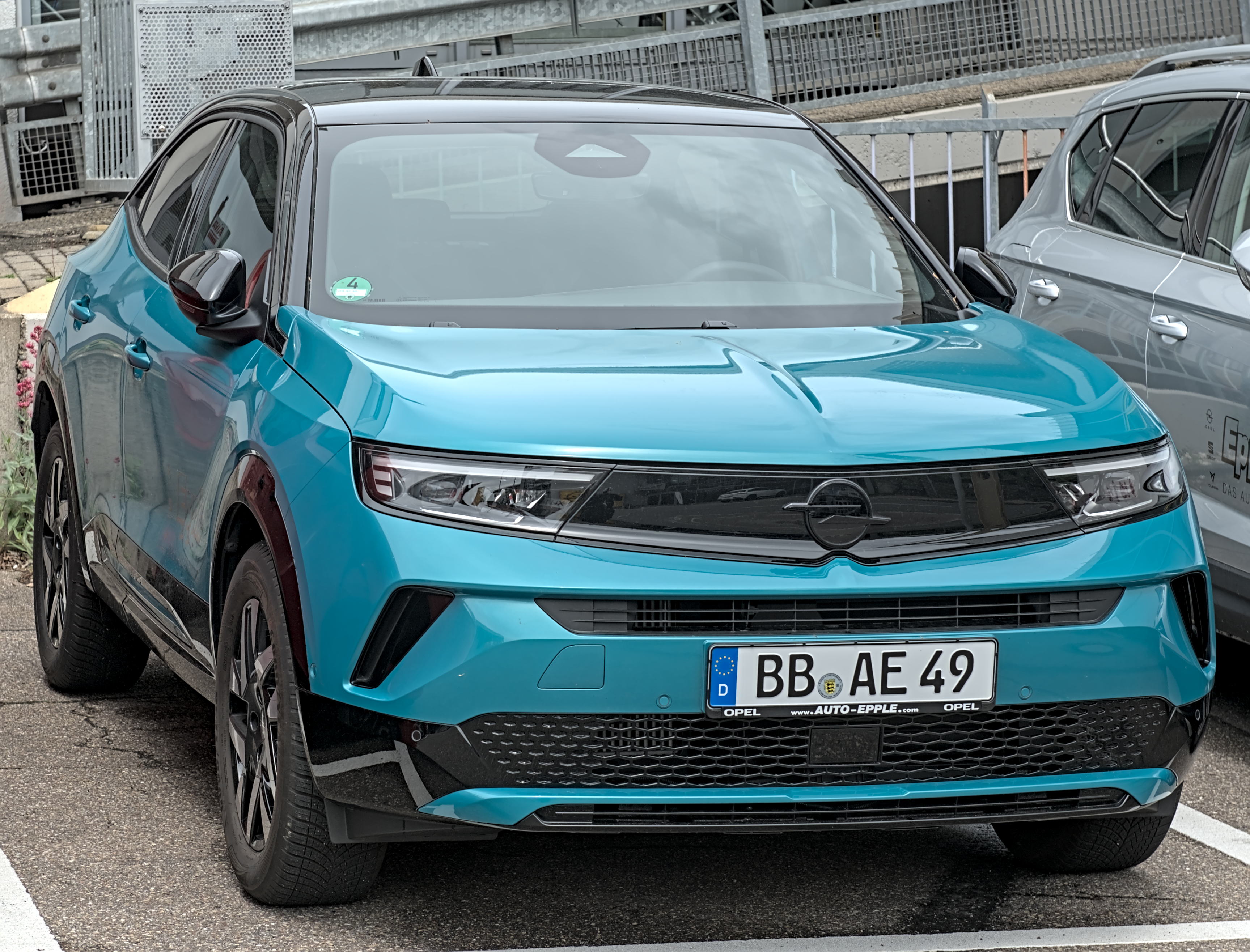
Opel Mokka B po liftingu

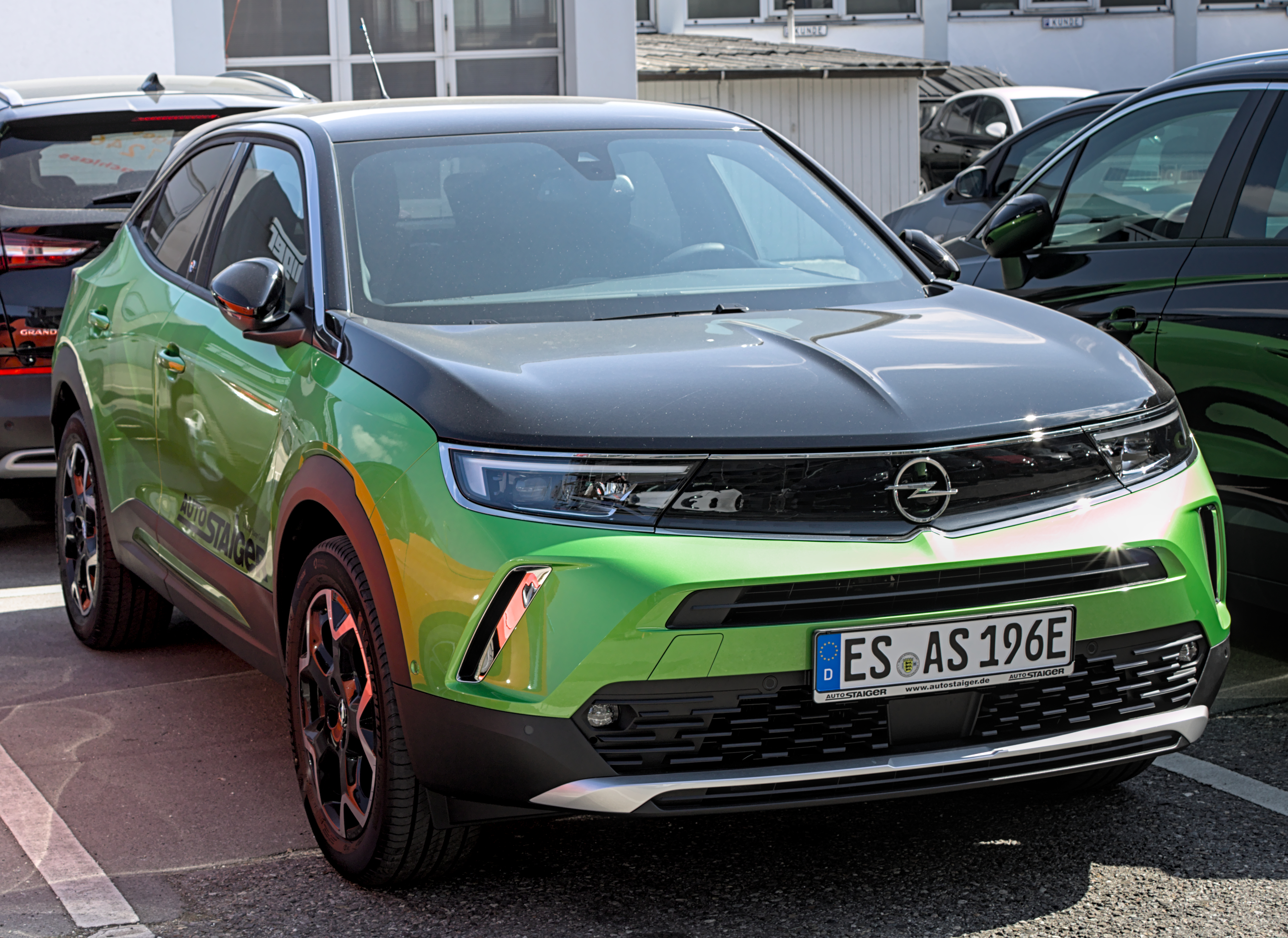
Opel Mokka-e

Opel Mokka II został zaprezentowany po raz pierwszy w 2020 roku.
Pierwotnie, druga generacja miejskiego crossovera Opla miała zostać przedstawiona wiosną 2020 roku na Geneva Motor Show, jednak ostatecznie producent zdecydował się na niezależną prezentację w późniejszym terminie. Po szeregu zapowiedzi w postaci zdjęć zamaskowanego egzemplarza, premiera modelu odbyła się w drugiej połowie czerwca 2020 roku.
Druga generacja Mokki przyniosła duże zmiany zarówno pod kątem wyglądu, jak i stylistyki, konstrukcji i nazwy. Producent zdecydował się porzucić sufiks X, ponownie nazywając miejskiego crossovera po prostu Mokka. Samochód jest drugim, po nowej Corsie, modelem Opla zbudowanym od podstaw już w ramach francuskiego koncernu PSA, który przejął niemiecką markę w połowie 2017 roku. Pojazd oparto na platformie CMP wykorzystywanej również w DS 3 Crossback i Peugeota 2008. Względem poprzednika zmniejszono długość aż o 12,5 cm, aczkolwiek rozstaw osi zwiększył się o 2 mm.
We wnętrzu zwraca na siebie futurystyczny kokpit, na którym znalazły się dwa połączone ze sobą ekrany o przekątnej 10 i 12 cali. Jeden z nich pełni funkcję cyfrowych wskaźników, natomiast drugi odpowiada za sterowanie multimediami i funkcjami pokładowymi. Przy tym producent nie zdecydował się całkowicie zrezygnować z fizycznych przycisków.
Miejski crossover zachował odrębny charakter względem bardziej rodzinnego Crosslanda X, pozostając zarazem samochodem na skraju klasy miejskiej. Jako pierwszy crossover w historii marki i drugi, po nowej Corsie, Mokka II oferowana jest zarówno w wariancie benzynowym i wysokoprężnym, jak i elektrycznym. Wariant elektryczny otrzyma moc 136 KM i akumulator o pojemności 50 kWh. Taki układ pozwoli się rozpędzić samochodowi do maksymalnie 150 km/h, oraz zapewnić zasięg na poziomie 322 km.
Samochód jest pierwszym modelem z nowym logo marki. Produkcja seryjna samochodu rozpoczęła się w czwartym kwartale 2020 roku, a pierwsze egzemplarze trafiły klientów na początku 2021 roku. 
Jesienią 2024 roku samochód przeszedł lifting. 

### Wersje wyposażeniowe
- Mokka
- Edition
- Elegance
- GS Line

### Silniki
Benzynowe:
- 1.2 Turbo 100 KM M6
- 1.2 Turbo 130 KM M6
- 1.2 Turbo 130 KM A8

Wysokoprężne:
- 1.5 Diesel 110 KM M6

Elektryczne:
- e136 KM 50 kWh
- e156 KM 54 kWh